# UkrLandFarming
Група компаній Укрлендфармінг або PLC UkrLandFarming  — український вертикально інтегрований агрохолдинг, що входить в лідери аграрного ринку України за обсягом земельного банку, в ТОП-5 за обсягом експорту.

## Історія
- 2007 — компанію Ukrlandfarming засновано Олегом Бахматюком
- 2008 — зареєстровано компанію UKRLANDFARMING PLC (публічне акціонерне товариство з обмеженою відповідальністю) на Кіпрі
- 2010 — Проведено IPO компанії Avangardco IPL у формі глобальних депозитарних розписок на Лондонській фондовій біржі (тікер: AVGR). Група UkrLandFarming розширилась шляхом придбання компаній: «Робуста» (сільськогосподарські культури) «Дакор» (сільськогосподарські культури, цукор, тваринництво) «Райз» (сільськогосподарські культури, цукор, тваринництво, насіння, послуги зі зберігання, дистрибуція сільськогосподарської техніки, добрив, засобів захисту рослин) «Укрм'ясо» (виробництво яловичини і шкіряної продукції)
- 2011 — Група UkrLandFarming розширилась шляхом придбання компаній: «Агро-Альфа» (сільськогосподарські культури, молочне тваринництво) «Авангард» (виробництво яєць і яєчної продукції) «Олімпекс», «Агро-Ресурс», «Зоря», «Чернишевське», «Макон» (збільшення земельного банку і потужностей зі зберігання) Створено трейдингового підрозділу для розширення експортних операцій
- 2013 — Компанія UkrLandFarming розмістила на Ірландській фондовій біржі дебютні єврооблігації на загальну суму USD 500 мільйонів[6]
- 2014 — У зв'язку із початком військового конфлікту на Донбасі і захоплення Криму, Група UkrLandFarming втрачає частину активів на Півдні[7] і Сході країни. Суттєвих втрат  зазнає компанія «Авангард», 30 % виробничих потужностей якої історично розташовувались в Криму і на Донбасі. Компанія ініціює переговори із кредиторами щодо реструктуризації зобов'язань
- 2015 — Як результат переговорів із зовнішніми кредиторами відбувається реструктуризація облігацій компанії «Авангард»
- 2016 — продовжується реструктуризація облігацій «Авангард», відбувається реструктуризація облігацій синдикату Deutsche Bank та  Сбербанк[8]
- 2014—2017 — у зв'язку із погіршенням макроеконом. показників в країні, а також із втратою значної частини земель та активів компанії «Авангард» в Криму[7] та на Сході країни, у Групі компаній UkrLandFarming відбувається трансформація бізнесу. Проведено оптимізацію фінансово-операційної діяльності, а також оптимізацію персоналу. В результаті персонал компанії скоротився з 37 тисяч (у 2014 році)  до 30 тисяч осіб (2017 рік)
- 2017—2018 — Компанія UkrLandFarming залучила незалежних авторитетних фінансових експертів для аналізу можливості обслуговування кредитних зобов'язань. Аналіз показав необхідність дисконтування валютної заборгованості у розмірі 50 % з виплатою решти зобов'язань протягом наступних 10 років. Компанія розпочала комплексні переговори про реструктуризацію кредитних зобов'язань із більшістю українських та іноземних  кредиторів. Співвласник компанії та її СЕО Олег Бахматюк звертається до Національного банку України на Фонду гарантування вкладів фізичних осіб із пропозицією щодо реструктуризації кредитів Групи UkrLandFarming, а також щодо іншої заборгованості, пов'язаної із діяльністю банків VAB та Фінансова ініціатива.[9]

На початку 2019 року агрохолдинг інвестував 2 млн гривень у нове обладнання для комбікормового виробництва ТОВ «СП «Весна 21».

## Діяльність
Напрямки бізнесу:
- виробництво та продаж зерна (кукурудза, пшениця, ячмінь і ріпак)
- виробництво яєць та яєчних продуктів
- виробництво цукру із цукрового буряка, які вирощуються на землях Групи
- розведення великої рогатої худоби з метою виробництва м'яса і сирого молока
- виробництво насіння та шкіри
- дистрибуцією різноманітних сільськогосподарських ресурсів і матеріалів як для клієнтів, так і для власних підрозділів холдингу.

Власник мажоритарного пакета акцій агрохолдингу Авангард (яйця та яєчні продукти). Показники компанії Авангард у 2017 році:
- виробила 2,4 млрд штук яєць і 6,3 тони яєчного порошку [Архівовано 28 травня 2016 у Wayback Machine.]
- 9,3 млн — поголів'я кур-несучок[12]

Станом на 1 липня 2018 року, UkrLandFarming управляє земельним банком в Україні у 570 тис. га орних земель. Компанія володіє мережею елеваторів потужністю 2,5 млн тонн зерна.
UkrLandFarming експортує в 40 країн світу, серед її клієнтів такі глобальні корпорації як Marubeni, Bunge [Архівовано 10 лютого 2016 у Wayback Machine.], Noble Resources, Cargill, Glencore та інші. З метою підвищення ефективності експортних операцій UkrLandFarming побудувала повноцінну логістичну мережу. З елеваторів зерно надходить переважно у портові термінали «Південний» та в місті Чорноморськ. Близько 90 % експортних продажів здійснюється на умовах FOB. Зерно здебільшого відвантажується на судна типу Panamax, що здатні транспортувати більше 50 тис. тонн.